# Carlyon Glacier
Carlyon Glacier är en glaciär i Antarktis. Den ligger i Östantarktis. Nya Zeeland och Australien gör anspråk på området. Carlyon Glacier ligger 50 meter över havet.
Terrängen runt Carlyon Glacier är varierad. Trakten är obefolkad. Det finns inga samhällen i närheten.